# ダービー (カクテル)

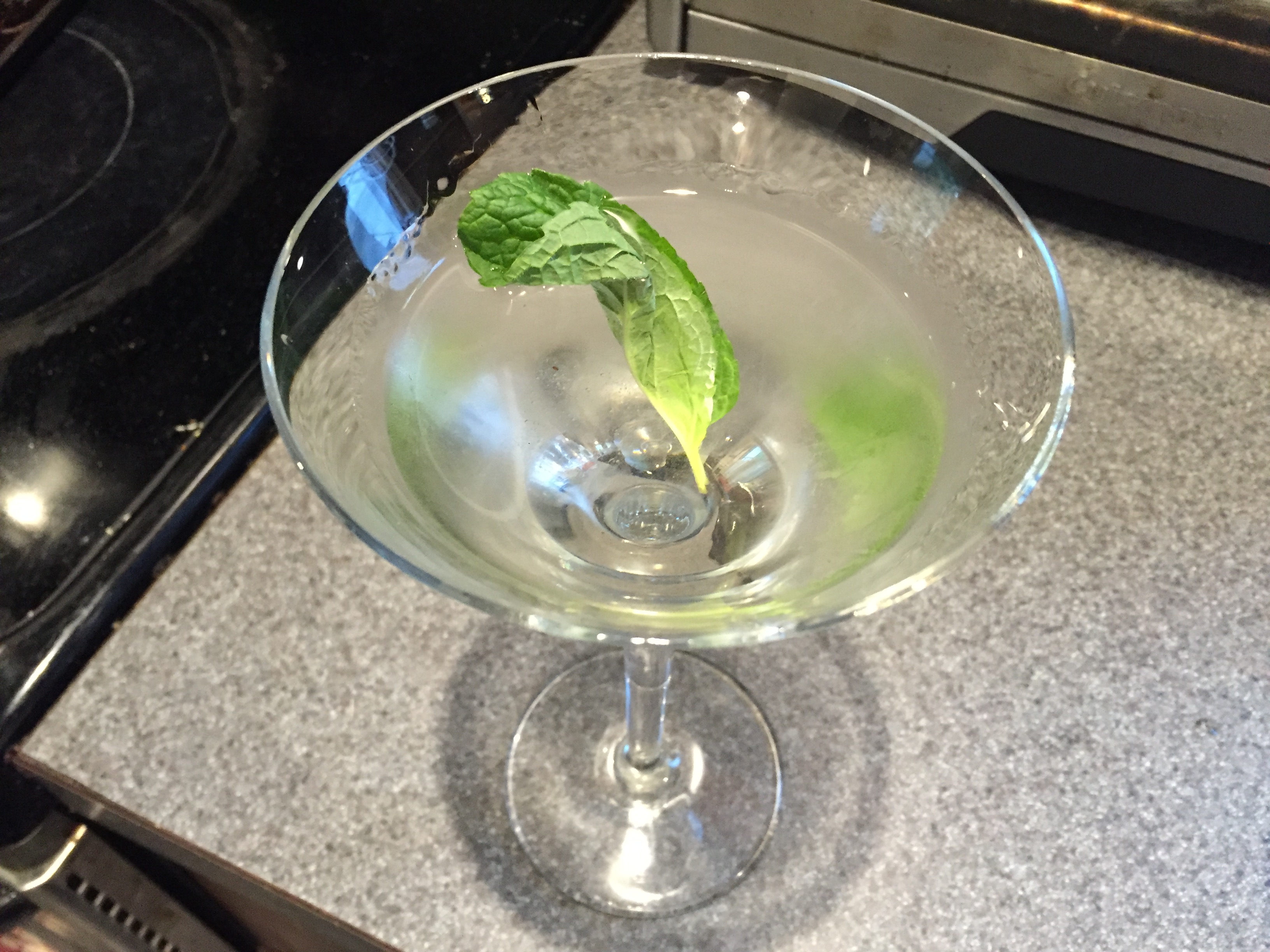
ダービー

ダービーはカクテルの名称。ジンベースやウィスキーベースのものがある。

## ジンベースのレシピ
- ドライ・ジン ＝ 60ml
- ピーチ・ビター（詳細不明） ＝ 2drop
- ミントの葉 （飾り用）

以上をシェークして、小型のカクテル・グラス（容量75ml程度）に注ぎ、最後にミントの葉を浮かべれば完成。
なお、
- ドライ・ジン ＝ 50ml
- ピーチ・ブランデー ＝ 10ml
- ミントの若芽 ＝ 2本程度（飾り用ではない）

とする本もあるので、恐らくピーチ・ビターとは、ピーチ・ブランデーのことだと思われる。
それから、ミントを飾りにしないレシピでは、ジン1〜2tspを何かのグラスに入れ、そこにミントの若芽を入れる。そして、ミントの若芽をバー・スプーンなどで押し潰してから、シェーカーに注ぎ、残りのジンとピーチ・ブランデーも一緒にシェーカーに注ぎ、シェークしたものを、カクテル・グラス（容量90ml程度）に注げば完成となっている。

## ウィスキーベースのレシピ
- ウィスキー ＝ 30ml
- 鶏卵 ＝ 1個
- レモン・ジュース ＝ 5drop
- キュラソー（種類不明） ＝ 3drop
- 砂糖 ＝ 1tsp
- 炭酸水 ＝ 適量

炭酸水以外を強くシェークして、タンブラー（容量240ml程度）に注ぎ、最後に炭酸水でタンブラーを満たせば完成。